# Дисеребротербий
Дисеребротербий — бинарное неорганическое соединение, интерметаллид
тербия и серебра
с формулой Ag2Tb,
кристаллы.

## Получение
- Сплавление стехиометрических количеств чистых веществ:

{\displaystyle {\mathsf {Tb+2Ag\ {\xrightarrow {915^{o}C}}\ Ag_{2}Tb}}}

## Физические свойства
Дисеребротербий образует кристаллы
тетрагональной сингонии, пространственная группа I 4/mmm, параметры ячейки a = 0,3711 нм, c = 0,9253 нм, Z = 2,
структура типа дисилицида молибдена MoSi2
.
Соединение конгруэнтно плавится при температуре 915 °C (913 °C).